# Лендфолл (Міннесота)
Лендфолл (англ. Landfall) — місто (англ. city) в США, в окрузі Вашингтон штату Міннесота. Населення — 843 особи (2020).

## Географія
Лендфолл розташований за координатами 44°57′0″ пн. ш. 92°58′39″ зх. д. / 44.95000° пн. ш. 92.97750° зх. д. (44.949992, -92.977415).  За даними Бюро перепису населення США в 2010 році місто мало площу 0,25 км², з яких 0,19 км² — суходіл та 0,06 км² — водойми. В 2017 році площа становила 0,21 км², з яких 0,17 км² — суходіл та 0,04 км² — водойми.

## Демографія
Згідно з переписом 2010 року, у місті мешкало 686 осіб у 265 домогосподарствах у складі 157 родин. Густота населення становила 2725 осіб/км².  Було 285 помешкань (1132/км²).
Расовий склад населення:
| - 69,5 % — білих - 3,8 % — азіатів - 3,2 % — корінних американців - 2,2 % — чорних або афроамериканців - 16,0 % — осіб інших рас |

До двох чи більше рас належало 5,2 %. Частка іспаномовних становила 25,8 % від усіх жителів.
За віковим діапазоном населення розподілялося таким чином: 28,6 % — особи молодші 18 років, 62,9 % — особи у віці 18—64 років, 8,5 % — особи у віці 65 років та старші. Медіана віку мешканця становила 35,0 року. На 100 осіб жіночої статі у місті припадало 105,4 чоловіків;  на 100 жінок у віці від 18 років та старших — 109,4 чоловіків також старших 18 років.
Середній дохід на одне домашнє господарство  становив 32 873 долари США (медіана — 31 979), а середній дохід на одну сім'ю — 34 912 долари (медіана — 32 308). Медіана доходів становила 29 167 доларів для чоловіків та 20 972 долари для жінок. За межею бідності перебувало 32,4 % осіб, у тому числі 49,5 % дітей у віці до 18 років та 19,2 % осіб у віці 65 років та старших.
Цивільне працевлаштоване населення становило 332 особи. Основні галузі зайнятості: мистецтво, розваги та відпочинок — 19,0 %, науковці, спеціалісти, менеджери — 13,3 %, освіта, охорона здоров'я та соціальна допомога — 13,3 %.